# Dicrolene hubrechti
Dicrolene hubrechti är en fiskart som beskrevs av Weber, 1913. Dicrolene hubrechti ingår i släktet Dicrolene och familjen Ophidiidae. IUCN kategoriserar arten globalt som livskraftig. Inga underarter finns listade i Catalogue of Life.